# Vänga, Björnlunda

Vänga är en gård i Björnlunda socken, Gnesta kommun. 
Gården ligger vid en 1910 utdikad vik av Storsjön. Vänga omtalas i skriftliga handlingar första gången 1399, men namnet härrör sannolikt från järnåldern. På höjderna runt gården finns gravrösen från bronsåldern och äldre järnåldern men först under yngre järnålder höjde sig större delen av Vängas jordbruksmarker över vattenytan. Ett årder som daterats till Vendeltid har påträffats nära gården. Tre runstenar fanns tidigare på Vänga ägor; idag finns två av dessa kvar. Tidigare fanns här två gårdar, men de slogs 1682 samman för att bli kaptensboställe vid Gripsholms kompani av Södermanlands regemente.
Av boställesbyggnaderna härstammar framkammarstugan, som troligen är den äldre manbyggnaden från 1600-talet. Nuvarande manbyggnad fanns åtminstone 1735, medan en bod med vällingklocka uppfördes 1730–1732. Källarbyggnaden fanns på platsen 1744.